# 瀧川神社 (三島市)
瀧川神社（たきがわじんじゃ）は、静岡県三島市川原ヶ谷（かわはらがや）にある神社。
三嶋大社の兼務社であり、神事は三嶋大社の宮司によって行われる。ただし、日頃の整備・管理は地元の有志によって行われている。

## 概要
三島市の北東、大場川の支流である山田川の上流の、滝が流れ込む場所の脇に鎮座している。
かつては「瀧川不動」とも呼ばれ、古くからの修験道の禊道場であったとされる。
2013年（平成25年）の火事で社殿を焼失するが、御神体は無事な状態で取り出され、伊勢神宮から古材を譲り受け、伊勢神宮境内の饗土橋姫神社（あえどはしひめじんじゃ）を移築し、日本建築専門学校の学生の協力などもありながら、2015年（平成27年）7月に再建された。

## 祭神
- 瀬織津姫神